# Şekeroluk, Ulubey
Şekeroluk là một xã thuộc huyện Ulubey, tỉnh Ordu, Thổ Nhĩ Kỳ. Dân số thời điểm năm 2010 là 134 người.